# Malmi Vilppula
Malmi Kyllikki Vilppula (gift Järvenkylä), född 20 februari 1911 i Räisälä, död 7 juni 2000 i Helsingfors, var en finländsk operasångerska och skådespelare.

## Biografi
Vilppula var dotter till Juho och Naimi Vilppula. Hon studerade vid Kexholms samskola och därefter vid Räisäläs folkhögskola. Vid tiden uppträdde Vilppula flitigt som sångerska vid diverse tillställningar. Studierna fortsatte vid Helsingfors musikinstitut och Vilppula gav sin första offentliga konsert 1933. Följande höst återvände Vilppula hem och fortsatte att uppträda, men åter återvände 1935 till konservatoriet och engagerades i dess operaklass. Skådespelaren Ansa Ikonen fick Vilppula att uppträda vid Finlands nationalteater i diverse musikaliska roller. Efter att under den kommande sommaren fått en viktig roll i operetten Viktoria und Ihr Husar anslöt sig Vilppula permanent till teatern, där hon stannade i nio år. Bland Vilppulas motspelare märks Kaarlo Kytö, Jalmari Rinne och Vilho Ruuskanen.
1941 gifte sig Vilppula med kemisten Yrjö Järvenkylä (1909–1990) och tog en paus från teaterlivet för att verka som hemmafru. 1944 återvände hon till nationalteatern och flyttade fyra år senare över till Finlands nationalopera, där hon verkade i femton år. Vid operan arbetade hon tillsammans med bland andra Jussi Björling och Georg Ots. Under lång tid var även Ture Ara Vilppulas kollega. Under andra världskriget uppträdde Vilppula vid fronten för att underhålla soldaterna. Vilppula ledde operakörer vid Sibelius-akademin 1964–67 och vid Helsingfors konservatorium 1972–76. Hon var även sånglärare vid Konstuniversitetets Teaterhögskola och Helsingfors arbetarinstitut.
Åren 1937, 1942, 1954 och 1956 gjorde Vilppula åtta skivinspelningar i sällskap av Georg Malmstén och Veikko Tyrväinen. 1942 framförde Vilppula Sam Sihvos Jägarens brud ihop med Ture Ara. Under inspelningarna med Malmstén 1937 medverkade orkestern Dallapé. 1966 medverkade Vilppula även i TV-serien Tarinatalo.